# Crazy (Franka-dal)
A Crazy (magyarul: Őrült) a horvát Franka dala, mellyel Horvátországot képviselte a 2018-as Eurovíziós Dalfesztiválon Lisszabonban. Az énekesnőt a horvát műsorsugárzó, a HRT kérte fel a szereplésre. A dalt 2018. március 6-án mutatták be nyilvánosan.

## Videoklip
A videoklip előzetese 2018. február 26-án jelent meg. A dal klipjét Sandra Mihaljević és Igor Ivanović rendezte, akik korábban Batelićtyal dolgoztak együtt a S tobom című kislemezének klipjében. A videót a károlyvárosi Zorin Dom színházban forgatták.

## Eurovíziós Dalfesztivál
A dalt az Eurovíziós Dalfesztiválon a május 8-i első elődöntőben adta elő, fellépési sorrendben tizenkettedikként a Macedóniát képviselő Eye Cue Lost and Found című dala után és az Ausztriát képviselő Cesár Sampson Nobody but You című dala előtt. Az elődöntőben a tizenhetedik helyen végzett, így nem jutott tovább a május 12-i döntőbe.
A következő horvát induló Roko The Dream című dala volt a 2019-es Eurovíziós Dalfesztiválon.